# Mineralstoff

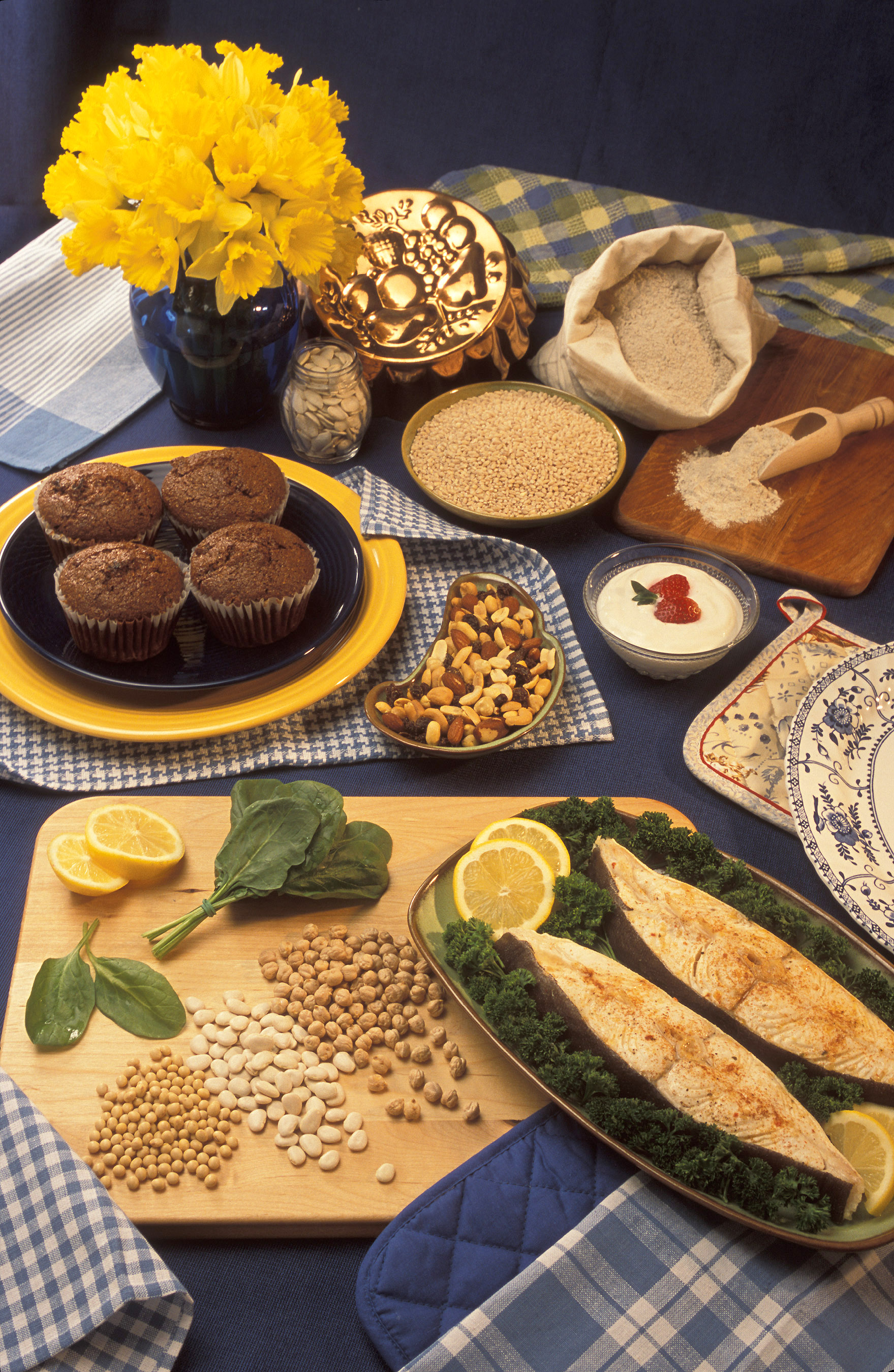
Beispiel: Auswahl von Lebensmitteln, die gute Quellen für den Mineralstoff Magnesium sind

Mineralstoffe sind lebensnotwendige, anorganische Nährstoffe, die Organismen selbst nicht herstellen können. Daher müssen sie mit der Nahrung oder über Nahrungsergänzungsmittel zugeführt werden. Die hier genannten Stoffe betreffen ausschließlich den menschlichen oder tierischen Organismus. Pflanzen, Pilze und Bakterien benötigen teilweise andere Mineralstoffe.
Da Mineralstoffe nicht organisch sind und deren Bestandteile meist als Ionen oder in Form anorganischer Verbindungen vorliegen, sind sie, anders als einige Vitamine, gegen die meisten Zubereitungsmethoden unempfindlich. Viele von ihnen können allerdings durch übermäßig langes Kochen aus der Nahrung gelöst werden und gehen mit dem Kochwasser verloren, sofern dieses nicht verwendet wird.

## Vorkommen
Mineralstoffe sind weitgehend in gelöster Form in Wasser und den Nahrungsmitteln enthalten, die der Körper benötigt (beispielsweise Calcium für den Knochenbau, Jod für die Hormonbildung in der Schilddrüse). Minerale dagegen sind feste, in der Regel kristallisierte (Ausnahme: Opal) und immer natürlich entstandene, makroskopisch sichtbare Aggregate in der Erdkruste, die auch gesteinsbildend sein können (häufig Calcit, Feldspäte, Quarz). Gesteine bestehen aus Mineralen, von denen etwa 4000 Arten bekannt sind.
Die Begriffe Mineral und Gestein beschreiben aber nicht dasselbe. Mineralstoffe werden oft kurz als „Mineralien“ bezeichnet.

## Einteilung und Übersicht
Die Mineralstoffe im Körper werden in zwei Gruppen eingeteilt. Mengen- oder Makroelemente sind mit einer höheren Konzentration als 50 mg/kg Körpergewicht vertreten. Für Spuren- oder Mikroelemente gilt eine erforderliche Konzentration von weniger als 50 mg/kg Körpergewicht. Davon abweichend zählt Eisen zu den Spurenelementen, ist jedoch mit ungefähr 60 mg/kg Körpergewicht vertreten. Für eine Reihe von Spurenelementen ist bislang ungeklärt, ob sie zufälliger Bestandteil des Menschen sind oder ob sie essenziell sind und ihnen eine physiologische Funktion zukommt.
Für die Funktion ist in allen Fällen die richtige Dosierung entscheidend: Sowohl Mangel als auch Überdosierung können gefährlich sein. Beispiele dafür sind Arsen- oder Selenvergiftung bei Überdosierungen oder die Kupferspeicherkrankheit.
| Mengenelemente   | Spurenelemente              | Spurenelemente                             | Spurenelemente                             |
| ---------------- | --------------------------- | ------------------------------------------ | ------------------------------------------ |
| - Calcium (Ca)   | Für den Menschen essenziell | Wahrscheinlich für den Menschen essenziell | Möglicherweise für den Menschen essenziell |
| - Chlor (Cl)     | - Cobalt (Co)               | - Chrom (Cr)                               | - Arsen (As)                               |
| - Kalium (K)     | - Eisen (Fe)                | - Fluor (F)                                | - Brom (Br)                                |
| - Magnesium (Mg) | - Iod (I)                   | - Bor (B)                                  | - Lithium (Li)                             |
| - Natrium (Na)   | - Kupfer (Cu)               | - Silicium (Si)                            | - Nickel (Ni)                              |
| - Phosphor (P)   | - Mangan (Mn)               | - Vanadium (V)                             | - Rubidium (Rb)                            |
| - Schwefel (S)   | - Molybdän (Mo)             |                                            | - Zinn (Sn)                                |
|                  | - Selen (Se)                |                                            |                                            |
|                  | - Zink (Zn)                 |                                            |                                            |

| H  |    |    |    |    |    |    |    |    |    |    |    |    |    |    |    |    |    | He |  |
| Li | Be |    |    |    |    |    |    |    |    |    |    |    | B  | C  | N  | O  | F  | Ne |  |
| Na | Mg |    |    |    |    |    |    |    |    |    |    |    | Al | Si | P  | S  | Cl | Ar |  |
| K  | Ca | Sc |    | Ti | V  | Cr | Mn | Fe | Co | Ni | Cu | Zn | Ga | Ge | As | Se | Br | Kr |  |
| Rb | Sr | Y  |    | Zr | Nb | Mo | Tc | Ru | Rh | Pd | Ag | Cd | In | Sn | Sb | Te | I  | Xe |  |
| Cs | Ba | La | *  | Hf | Ta | W  | Re | Os | Ir | Pt | Au | Hg | Tl | Pb | Bi | Po | At | Rn |  |
| Fr | Ra | Ac | ** | Rf | Db | Sg | Bh | Hs | Mt | Ds | Rg | Cn | Nh | Fl | Mc | Lv | Ts | Og |  |
| -- | -- | -- | -- | -- | -- | -- | -- | -- | -- | -- | -- | -- | -- | -- | -- | -- | -- | -- |  |
|    |    |    |    |    |    |    |    |    |    |    |    |    |    |    |    |    |    |    |  |
|    |    |    | *  | Ce | Pr | Nd | Pm | Sm | Eu | Gd | Tb | Dy | Ho | Er | Tm | Yb | Lu |    |  |
|    |    |    | ** | Th | Pa | U  | Np | Pu | Am | Cm | Bk | Cf | Es | Fm | Md | No | Lr |    |  |

| organische Grundelemente | Mengenelemente | essenzielle Spurenelemente | wahrscheinlich essenzielle Spurenelemente | möglicherweise essenzielle Spurenelemente |

## Funktionen im Organismus
Die Ionen einiger Mineralstoffe befinden sich in einem funktionellen Regelkreis und beeinflussen einander: Beispielsweise Natrium- und Kaliumionen, die bei der Nervensignalleitung antagonistisch wirken. Manche sind Bestandteile von Hormonen, etwa das Jod bei den Schilddrüsenhormonen. Andere, etwa manche Mengenelemente, sorgen gelöst als Elektrolyte in Form von positiv geladenen Kationen und negativ geladenen Anionen für Elektroneutralität in den Körperflüssigkeiten zwischen den Geweben und für die Aufrechterhaltung des osmotischen Drucks. Mineralstoffe liegen in unterschiedlichen chemischen Verbindungen vor. Wie die Vitamine werden Mineralstoffe zu den Schutzstoffen gezählt.